# Hričovské Podhradie
Hričovské Podhradie este o comună slovacă, aflată în districtul Žilina din regiunea Žilina. Localitatea se află la altitudinea de 323 m deasupra n.m., se întinde pe o suprafață de 2,04 km2 și în 2017 număra 352 de locuitori.

## Istoric
Localitatea Hričovské Podhradie este atestată documentar din 1265.

## Demografie
| An:                | 1994 | 2004   | 2014   | 2024   |
| ------------------ | ---- | ------ | ------ | ------ |
| Număr de persoane: | 349  | 379    | 364    | 343    |
| Diferență:         |      | +8,59% | −3,95% | −5,76% |

| An:                | 2023 | 2024 |
| ------------------ | ---- | ---- |
| Număr de persoane: | 343  | 343  |
| Diferență:         |      | +0%  |